# NGC 844
NGC 844 (również PGC 8291) – zwarta galaktyka (typ C) znajdująca się w gwiazdozbiorze Wieloryba. Odkrył ją Albert Marth 18 listopada 1863 roku.